# IC 3946
IC 3946 је лентикуларна галаксија у сазвјежђу Береникина коса која се налази на листи објеката дубоког неба у Индекс каталогу.
Деклинација објекта је + 27° 48' 35" а ректасцензија 12h 58m 49,1s. Привидна величина (магнитуда) објекта IC 3946 износи 14,2 а фотографска магнитуда 15,2. IC 3946 је још познат и под ознакама MCG 5-31-50, CGCG 160-210, DRCG 27-91, PGC 44508.